# Jörg Schwalm
Jörg Schwalm (* 25. September 1942 in Leipzig) ist ein deutscher Jurist  und war Generalstaatsanwalt des Freistaates Sachsen.

## Leben
Schwalm wurde 1942 im sächsischen Leipzig geboren, wuchs aber in Westdeutschland auf.
Nach dem Abitur studierte er Rechtswissenschaften an der Universität Würzburg, an der er 1969 auch mit der Dissertation Die Entwicklung des Begriffes des Wohlwollens und seine Bedeutung im Verwaltungsrecht promoviert wurde. Nach dem Zweiten juristischen Staatsexamen trat er mit Wirkung vom 21. August 1970 seine Stelle als Assessor bei der Staatsanwaltschaft Nürnberg-Fürth an. Zum 1. Oktober 1974 wurde er zum Richter am Landgericht Nürnberg-Fürth ernannt. Nach einiger Zeit wechselte er wieder zur Staatsanwaltschaft, wo er mit Wirkung vom 1. Oktober 1981 zum Gruppenleiter ernannt wurde. Von 1981 bis 1986 war Schwalm zudem teilweise an die Bundesanwaltschaft abgeordnet. Zum 1. November 1985 erfolgte seine Ernennung zum Oberstaatsanwalt.
Im Zuge des Neuaufbaus der sächsischen Justiz nach der politischen Wende in der DDR, für die die Justizbehörden aus Bayern und Baden-Württemberg eine „Patenschaft“ übernommen hatten, wechselte Schwalm bereits 1990 nach Sachsen, wo er ab dem 1. Dezember 1990 im Rahmen einer Abordnung die kommissarische Leitung der ehemaligen Bezirksstaatsanwaltschaft Dresden übernahm. Als Sachsen mit dem Gesetz über die Organisation der Gerichte in dem Freistaat Sachsen vom 30. Juni 1992 den dreistufigen Gerichtsaufbau mit Wirkung zum 1. Januar 1993 wieder einführte, gab Schwalm zum 30. Juni 1992 offiziell die Leitung der zukünftigen Staatsanwaltschaft Dresden ab, um beim Aufbau der zukünftigen Generalstaatsanwaltschaft Dresden mitzuwirken. Dafür ließ er sich in den Geschäftsbereich der sächsischen Justiz versetzen und wurde mit Wirkung vom 1. Juli 1992 zum Generalstaatsanwalt des Freistaates Sachsen ernannt. Dieses Amt übte er über 15 Jahre bis zum Erreichen des Ruhestands aus. Als Nachfolger von Jörg Schwalm wurde Klaus Fleischmann ernannt.